# 勞工保險 (中華民國)
勞工保險，一般簡稱為勞保，是中華民國政府所設計制定的一種強制性的社會保險制度。

## 前身
1950年，臺灣省政府依據《臺灣省勞工保險辦法》開設勞工保險。在早期施行時，勞工保險制度層面屬於臺灣的地方性制度，並且委託台灣人壽勞工保險部負責勞工保險的業務。最早保險制度保障的內容僅包括傷病、殘廢、生育、死亡與老年等給付。
1956年，《臺灣省勞工保險辦法》完成第三次修正後，新增疾病項目。
後來，政府陸續將農民健康保險與公務人員保險等劃入其中，使得勞工保險為最早施行的社會保險制度。

## 歷史
1958年7月11日，為了保障勞工生活、促進社會安全，立法院制定《勞工保險條例》。關於本條例的施行細則，由內政部擬訂，報請行政院核定，並由行政院以命令的方式規定本條例的施行區域。同年7月21日，蔣中正總統發布總統令並制定《勞工保險條例》全文共87條。1960年2月24日，行政院命令臺灣省政府開始施行此一條例。在此之後，勞工保險便成為了全國性的制度。
1977年，當時政府規定每一勞工的基本工資為新臺幣600元，勞工投保勞工保險的最低薪資為新臺幣1,160元。1978年12月，勞工保險的最低薪資調提高到新臺幣2,460元，童工（當時的情況）、學徒為新臺幣1,740元。
1980年代，俞國華出任行政院長後，在行政院長任內成立勞工委員會，處理勞資糾紛。
1991年政府開始研議勞保年金制度。2007年，行政院提出《勞工保險條例》修正草案，並將勞保年金所得替代率規劃為1.1%，代表勞工每繳一年保費，可獲得的退休金涵蓋未退休前薪資的比率為1.1%。
2008年5月1日勞動節，時任中華民國總統陳水扁在總統府《阿扁總統電子報》提及，行政院已著手修改《勞工保險條例》，希望能順利銜接上國民年金，讓勞工朋友享受到完善的社會安全制度，不用擔心退休後的生活；也希望立法院朝野黨派能夠捐棄成見，儘快通過這個法案。2008年10月，因此立院通過的附帶決議，便要求勞保年金所得替代率不得低於1.3%。
2009年元旦，所得替代率高達1.55%的勞保年金制度正式實施，勞保起始費率為6.5%（終結勞保老年給付在2008年之前只有「一次給付」，讓一般勞工亦享有如軍公教的「月領」年金制之選項）。
2015年9月，《聯合報》率先報導勞保投保薪資上限十年未調，打破勞工保險史紀錄，形成高所得保費低繳現象，逼使勞動部於2015年底表態同意修正勞保投保薪資上限。2016年3月，勞保投保薪資上限經行政院核定通過。2016年4月30日，勞動部發函指將十年未調高的勞保投保薪資上限（俗稱勞保天花板）將由新臺幣43,900元調高為新臺幣45,800元，預計於同年5月1日生效。
2021年通告（2022年調整），因應勞保職災保險費率每3年調整一次，預計調降29個行業職災險費率，調幅為0.01%至0.07%間，調整過後最高費率為0.86%；另外，調升9個行業職災費率，調幅為0.01%至0.02%間，調整過後最低費率仍維持在0.04%，平均費率為0.13%。若包含上、下班災害費率的0.07%，則職業災害保險平均費率為0.2%。

## 勞保對象
分別為私人部門群體【含負責人(強制投保，其費率應與該單位內任一員工所投保的最高費率相同)、員工(15歲～65歲的勞工強制投保）、退休但仍在該單位上班的員工（即在該單位仍有所得者，亦須強制投保）】、非營利組織、宗教群體與慈善團體。

## 勞保級距及分攤費率
114年1月1日起，月薪制適用下表：
勞保費用計算，以「天」為單位，整個月的投保日數為30天。
2月28日當天加保，當月保費計收3天。
30日或31日加保，當月保費皆計收1天。
| 薪資級距  | 勞工保險薪資           | 勞工保險薪資               | 勞工保險總費率 投保薪資×12% （不含職災費率） | 勞工保險總費率 投保薪資×12% （不含職災費率） | 投保費用分攤比率 分攤費用合×比率                  | 投保費用分攤比率 分攤費用合×比率                  | 投保費用分攤比率 分攤費用合×比率                  | 其他投繳費率                                                                       | 其他投繳費率                                 | 其他投繳費率                  |
| 薪資級距  | 投保薪資 （新台幣/元） | 實際薪資範圍 （新台幣/元） | 普通事故 保險費率                            | 就業保險 費率                                | 被保險人 （勞工）                                 | 投保單位                                          | 政府補助                                          | 投保職災費率 合計平均 0.21% （投保單位支付）                                       | 投保職災費率 合計平均 0.21% （投保單位支付） | 工資墊償基金 （投保單位支付） |
| --------- | ---------------------- | -------------------------- | -------------------------------------------- | -------------------------------------------- | ------------------------------------------------- | ------------------------------------------------- | ------------------------------------------------- | ---------------------------------------------------------------------------------- | -------------------------------------------- | ----------------------------- |
| 薪資級距  | 投保薪資 （新台幣/元） | 實際薪資範圍 （新台幣/元） | 普通事故 保險費率                            | 就業保險 費率                                | 公司行號 / 職訓機構 （有一定雇主之勞工）          | 公司行號 / 職訓機構 （有一定雇主之勞工）          | 公司行號 / 職訓機構 （有一定雇主之勞工）          | 行業別費率                                                                         | 上、下班費率                                 | 工資墊償基金 （投保單位支付） |
| 部分 工時 | 11,100                 | 11,100元以下               | 11.5%                                        | 1%                                           | ×20%                                              | ×70%                                              | ×10%                                              | 投保薪資× 依19項行業 55種行業分類 各不相同 費率平均0.14% （最高0.89%至 最低0.05%） | 投保薪資× 0.07%                              | 投保薪資× 0.025%              |
| 部分 工時 | 12,540                 | 11,101～12,540             | 11.5%                                        | 1%                                           | ×20%                                              | ×70%                                              | ×10%                                              | 投保薪資× 依19項行業 55種行業分類 各不相同 費率平均0.14% （最高0.89%至 最低0.05%） | 投保薪資× 0.07%                              | 投保薪資× 0.025%              |
| 部分 工時 | 13,500                 | 12,541～13,500             | 11.5%                                        | 1%                                           | ×20%                                              | ×70%                                              | ×10%                                              | 投保薪資× 依19項行業 55種行業分類 各不相同 費率平均0.14% （最高0.89%至 最低0.05%） | 投保薪資× 0.07%                              | 投保薪資× 0.025%              |
| 部分 工時 | 15,840                 | 13,501～15,840             | 11.5%                                        | 1%                                           | ×20%                                              | ×70%                                              | ×10%                                              | 投保薪資× 依19項行業 55種行業分類 各不相同 費率平均0.14% （最高0.89%至 最低0.05%） | 投保薪資× 0.07%                              | 投保薪資× 0.025%              |
| 部分 工時 | 16,500                 | 15,841～16,500             | 11.5%                                        | 1%                                           | 職業工會 （無一定雇主之勞工）                     | 職業工會 （無一定雇主之勞工）                     | 職業工會 （無一定雇主之勞工）                     | 投保薪資× 依19項行業 55種行業分類 各不相同 費率平均0.14% （最高0.89%至 最低0.05%） | 投保薪資× 0.07%                              | 投保薪資× 0.025%              |
| 部分 工時 | 17,280                 | 16,501～17,280             | 11.5%                                        | 1%                                           | 職業工會 （無一定雇主之勞工）                     | 職業工會 （無一定雇主之勞工）                     | 職業工會 （無一定雇主之勞工）                     | 投保薪資× 依19項行業 55種行業分類 各不相同 費率平均0.14% （最高0.89%至 最低0.05%） | 投保薪資× 0.07%                              | 投保薪資× 0.025%              |
| 部分 工時 | 17,880                 | 17,281～17,880             | 11.5%                                        | 1%                                           | ×60%                                              | ×0%                                               | ×40%                                              | 投保薪資× 依19項行業 55種行業分類 各不相同 費率平均0.14% （最高0.89%至 最低0.05%） | 投保薪資× 0.07%                              | 投保薪資× 0.025%              |
| 部分 工時 | 19,047                 | 17,881～19,047             | 11.5%                                        | 1%                                           | ×60%                                              | ×0%                                               | ×40%                                              | 投保薪資× 依19項行業 55種行業分類 各不相同 費率平均0.14% （最高0.89%至 最低0.05%） | 投保薪資× 0.07%                              | 投保薪資× 0.025%              |
| 部分 工時 | 20,008                 | 19,048～20,008             | 11.5%                                        | 1%                                           | ×60%                                              | ×0%                                               | ×40%                                              | 投保薪資× 依19項行業 55種行業分類 各不相同 費率平均0.14% （最高0.89%至 最低0.05%） | 投保薪資× 0.07%                              | 投保薪資× 0.025%              |
| 部分 工時 | 21,009                 | 20,009～21,009             | 11.5%                                        | 1%                                           | ×60%                                              | ×0%                                               | ×40%                                              | 投保薪資× 依19項行業 55種行業分類 各不相同 費率平均0.14% （最高0.89%至 最低0.05%） | 投保薪資× 0.07%                              | 投保薪資× 0.025%              |
| 部分 工時 | 22,000                 | 21,010～22,000             | 11.5%                                        | 1%                                           | 無一定雇主之漁會甲類會員 / 因職災離職後續保之勞工 | 無一定雇主之漁會甲類會員 / 因職災離職後續保之勞工 | 無一定雇主之漁會甲類會員 / 因職災離職後續保之勞工 | 投保薪資× 依19項行業 55種行業分類 各不相同 費率平均0.14% （最高0.89%至 最低0.05%） | 投保薪資× 0.07%                              | 投保薪資× 0.025%              |
| 部分 工時 | 23,100                 | 22,001～23,100             | 11.5%                                        | 1%                                           | 無一定雇主之漁會甲類會員 / 因職災離職後續保之勞工 | 無一定雇主之漁會甲類會員 / 因職災離職後續保之勞工 | 無一定雇主之漁會甲類會員 / 因職災離職後續保之勞工 | 投保薪資× 依19項行業 55種行業分類 各不相同 費率平均0.14% （最高0.89%至 最低0.05%） | 投保薪資× 0.07%                              | 投保薪資× 0.025%              |
| 部分 工時 | 24,000                 | 23,101～24,000             | 11.5%                                        | 1%                                           | ×20%                                              | ×0%                                               | ×80%                                              | 投保薪資× 依19項行業 55種行業分類 各不相同 費率平均0.14% （最高0.89%至 最低0.05%） | 投保薪資× 0.07%                              | 投保薪資× 0.025%              |
| 部分 工時 | 25,250                 | 24,001～25,250             | 11.5%                                        | 1%                                           | ×20%                                              | ×0%                                               | ×80%                                              | 投保薪資× 依19項行業 55種行業分類 各不相同 費率平均0.14% （最高0.89%至 最低0.05%） | 投保薪資× 0.07%                              | 投保薪資× 0.025%              |
| 部分 工時 | 26,400                 | 25,201～26,400             | 11.5%                                        | 1%                                           | ×20%                                              | ×0%                                               | ×80%                                              | 投保薪資× 依19項行業 55種行業分類 各不相同 費率平均0.14% （最高0.89%至 最低0.05%） | 投保薪資× 0.07%                              | 投保薪資× 0.025%              |
| 部分 工時 | 27,600                 | 26,401～27,600             | 11.5%                                        | 1%                                           | ×20%                                              | ×0%                                               | ×80%                                              | 投保薪資× 依19項行業 55種行業分類 各不相同 費率平均0.14% （最高0.89%至 最低0.05%） | 投保薪資× 0.07%                              | 投保薪資× 0.025%              |
| 第一級    | 28,590                 | 27,601～28,590             | 11.5%                                        | 1%                                           | 外僱船員 / 被資遣續保人員                         | 外僱船員 / 被資遣續保人員                         | 外僱船員 / 被資遣續保人員                         | 投保薪資× 依19項行業 55種行業分類 各不相同 費率平均0.14% （最高0.89%至 最低0.05%） | 投保薪資× 0.07%                              | 投保薪資× 0.025%              |
| 第二級    | 28,800                 | 28,591～28,800             | 11.5%                                        | 1%                                           | 外僱船員 / 被資遣續保人員                         | 外僱船員 / 被資遣續保人員                         | 外僱船員 / 被資遣續保人員                         | 投保薪資× 依19項行業 55種行業分類 各不相同 費率平均0.14% （最高0.89%至 最低0.05%） | 投保薪資× 0.07%                              | 投保薪資× 0.025%              |
| 第三級    | 30,300                 | 28,801～30,300             | 11.5%                                        | 1%                                           | ×80%                                              | ×0%                                               | ×20%                                              | 投保薪資× 依19項行業 55種行業分類 各不相同 費率平均0.14% （最高0.89%至 最低0.05%） | 投保薪資× 0.07%                              | 投保薪資× 0.025%              |
| 第四級    | 31,800                 | 30,301～31,800             | 11.5%                                        | 1%                                           | ×80%                                              | ×0%                                               | ×20%                                              | 投保薪資× 依19項行業 55種行業分類 各不相同 費率平均0.14% （最高0.89%至 最低0.05%） | 投保薪資× 0.07%                              | 投保薪資× 0.025%              |
| 第五級    | 33,300                 | 31,801～33,300             | 11.5%                                        | 1%                                           | ×80%                                              | ×0%                                               | ×20%                                              | 投保薪資× 依19項行業 55種行業分類 各不相同 費率平均0.14% （最高0.89%至 最低0.05%） | 投保薪資× 0.07%                              | 投保薪資× 0.025%              |
| 第六級    | 34,800                 | 33,301～34,800             | 11.5%                                        | 1%                                           | ×80%                                              | ×0%                                               | ×20%                                              | 投保薪資× 依19項行業 55種行業分類 各不相同 費率平均0.14% （最高0.89%至 最低0.05%） | 投保薪資× 0.07%                              | 投保薪資× 0.025%              |
| 第七級    | 36,300                 | 34,801～36,300             | 11.5%                                        | 1%                                           | 漁民、外僱船員 上岸候船                           | 漁民、外僱船員 上岸候船                           | 漁民、外僱船員 上岸候船                           | 投保薪資× 依19項行業 55種行業分類 各不相同 費率平均0.14% （最高0.89%至 最低0.05%） | 投保薪資× 0.07%                              | 投保薪資× 0.025%              |
| 第八級    | 38,200                 | 36,301～38,200             | 11.5%                                        | 1%                                           | 漁民、外僱船員 上岸候船                           | 漁民、外僱船員 上岸候船                           | 漁民、外僱船員 上岸候船                           | 投保薪資× 依19項行業 55種行業分類 各不相同 費率平均0.14% （最高0.89%至 最低0.05%） | 投保薪資× 0.07%                              | 投保薪資× 0.025%              |
| 第九級    | 40,100                 | 38,201～40,100             | 11.5%                                        | 1%                                           | ×100%                                             | ×0%                                               | ×0%                                               | 投保薪資× 依19項行業 55種行業分類 各不相同 費率平均0.14% （最高0.89%至 最低0.05%） | 投保薪資× 0.07%                              | 投保薪資× 0.025%              |
| 第十級    | 42,000                 | 40,101～42,000             | 11.5%                                        | 1%                                           | ×100%                                             | ×0%                                               | ×0%                                               | 投保薪資× 依19項行業 55種行業分類 各不相同 費率平均0.14% （最高0.89%至 最低0.05%） | 投保薪資× 0.07%                              | 投保薪資× 0.025%              |
| 第十一級  | 43,900                 | 42,001～43,900             | 11.5%                                        | 1%                                           | ×100%                                             | ×0%                                               | ×0%                                               | 投保薪資× 依19項行業 55種行業分類 各不相同 費率平均0.14% （最高0.89%至 最低0.05%） | 投保薪資× 0.07%                              | 投保薪資× 0.025%              |
| 第十二級  | 45,800                 | 43,901元以上               | 11.5%                                        | 1%                                           | ×100%                                             | ×0%                                               | ×0%                                               | 投保薪資× 依19項行業 55種行業分類 各不相同 費率平均0.14% （最高0.89%至 最低0.05%） | 投保薪資× 0.07%                              | 投保薪資× 0.025%              |

- 投保薪資申報調整時機與生效日期
  - 至少每隔半年按所屬員工最近3個月之平均月薪資總額覈實申報員工投保薪資作調整。
  - 法定申報調整「期限」為每年的2月及8月底須完成通報，調整均自通報之次月1日生效。保險人之所得，如於當年二月至七月調整時，投保單位應於當年八月底前將調整後之投保金額通知勞保局；如於當年八月至次年一月調整時，應於次年二月底前通知勞保局，均自通知之次月一日生效（即3月及9月）。
  - 投保單位如為即時反映員工薪資所得亦可按月或按季申報調整，均屬適法。
- 勞工保險條例 第11條：符合第六條規定之勞工，各投保單位應於其所屬勞工到職、入會、到訓、離職、退會、結訓之當日，列表通知保險人；其保險效力之開始或停止，均自應為通知之當日起算。但投保單位非於勞工到職、入會、到訓之當日列表通知保險人者，除依本條例第七十二條規定處罰外，其保險效力之開始，均自通知之翌日起算。

註釋
1. ↑  職業工會、漁會被保險人、被資遣續保者、已退休領養老金者皆不含1%的就業保險費率。
2. ↑  勞工職業災害保險投保薪資級距共有23級，最高月投保薪資為72,800元（69,801 元以上；上述元皆以「新台幣」為單位）。
3. ↑  部分工時被保險人之薪資未達法定基本工資，但總額有超過12,540元新台幣者，應依本表第一級(即基本工資)申報。

### 勞保歷史繳費費率
| 年月                                                   | 普通事故險費率   | 就業險費率 |
| 民國92年（2003年）1月1日～民國97年（2008年）12月31日   | 5.5%             | 1%         |
| 民國98年（2009年）1月1日～民國99年（2010年）12月31日   | 6.5%             | 1%         |
| 民國100年（2011年）1月1日～民國100年（2011年）12月31日 | 7%               | 1%         |
| 民國101年（2012年）1月1日～民國101年（2012年）12月31日 | 7.5%             | 1%         |
| 民國102年（2013年）1月1日～民國102年（2013年）12月31日 | 8%               | 1%         |
| 民國103年（2014年）1月1日～民國103年（2014年）12月31日 | 8.5%             | 1%         |
| 民國104年（2015年）1月1日～民國105年（2016年）12月31日 | 9%               | 1%         |
| 民國106年（2017年）1月1日～民國107年（2018年）12月31日 | 9.5%             | 1%         |
| 民國108年（2019年）1月1日～民國109年（2020年）12月31日 | 10%              | 1%         |
| 民國110年（2021年）1月1日～民國111年（2022年）12月31日 | 10.5%            | 1%         |
| 民國112年（2023年）1月1日～民國113年（2024年）12月31日 | 11%              | 1%         |
| 民國114年（2025年）1月1日～民國115年（2026年）12月31日 | 11.5%            | 1%         |
|                                                        | 12% （暫訂上限） | 1%         |

- 勞保費率自民國100年1月起至105年12月，每年調漲0.5%；自民國106年1月起至116年，改為每兩年調漲一次，預計調至勞保（普通事故險+就業險）費率上限13%為止；再行評估後續是否調整。

### 勞保基金投資收益率（績效）
| 年度                          | 勞保基金績效 |
| 2014年-2018年（過去五年平均） | 2.84%        |
| 2016年-2018年（過去三年平均） | 3.15%        |
| 2018年-2022年（近五年平均）   | 4.18%        |
| 2022年（近一年）              | -7.45%       |
| 2023年至5月止                 | 6.60%        |

#### 歷年新制勞保基金投資績效
| 年度             | 勞保基金績效 | 年度              | 勞保基金績效 | 年度              | 勞保基金績效 |
| 1995年（民84年） | 7.78%        | 2005年（民94年）  | 3.79%        | 2015年（民104年） | -0.55%       |
| 1996年（民85年） | 6.80%        | 2006年（民95年）  | 7.91%        | 2016年（民105年） | 4.02%        |
| 1997年（民86年） | 6.46%        | 2007年（民96年）  | 5.78%        | 2017年（民106年） | 7.87%        |
| 1998年（民87年） | 5.69%        | 2008年（民97年）  | -16.53%      | 2018年（民107年） | -2.22%       |
| 1999年（民88年） | 7.07%        | 2009年（民98年）  | 18.21%       | 2019年（民108年） | 13.30%       |
| 2000年（民89年） | 0.92%        | 2010年（民99年）  | 3.96%        | 2020年（民109年） | 8.83%        |
| 2001年（民90年） | 3.37%        | 2011年（民100年） | -2.97%       | 2021年（民110年） | 9.71%        |
| 2002年（民91年） | 1.15%        | 2012年（民101年） | 6.25%        | 2022年（民111年） | -7.45%       |
| 2003年（民92年） | 5.86%        | 2013年（民102年） | 6.35%        | 2023年（民112年） | %            |
| 2004年（民93年） | 3.12%        | 2014年（民103年） | 5.61%        | 2024年（民113年） | %            |

## 勞保給付之財源
以勞保費為主。
經由公司行號投保保費負擔比例: 勞工負擔20%，雇主負擔70%，政府負擔10%。
經由職業工會投保保費負擔比例: 保險人負擔60%，其餘40%由政府補助。
而金融商品投資損益為輔助財源，不足之處由政府預算補貼，全民(實為有上繳國庫者)買單。

## 勞保給付項目與規則
得請領期限：依勞保條例30條規定：領取保險給付之請求權，自得請領之日起，因五年間不行使而消滅（在2012年12月勞保條例修法過後，請求權期限從2年延長至5年）；而其中例外的是「老年給付」沒有請求期限問題，只要達到法定請領年齡就可以申請。
勞保給付項目眾多，給付「年金化」的則有三項：老年年金給付、失能年金給付、遺屬年金給付。以下依勞保險種列出給付項目：

### 普通事故險給付
- 生育給付（勞工保險條例 第31、32條；附註：依據本條例第76-1條規定）
  - 給付的資格
    - 被保險人參加保險滿280日後分娩者。
    - 被保險人參加保險滿181日後早產者。
    - 被保險人在保險有效期間懷孕，且符合規定之參加保險日數，於保險效力停止後一年內因同一懷孕事故而分娩或早產者。

  - 給付標準
    - 按被保險人分娩或早產當月(退保後生產者為退保當月)起，前6個月之平均月投保薪資一次給與生育給付60日。
    - 雙生以上者，按比例增給。
- 傷病給付（勞工保險條例 第33、34、35、36、37條）

→無法工作期間沒拿到原本該有薪資之補償。
- 失能給付（勞工保險條例 第53 ～ 57條）

→經醫療後，仍導致身體遺存失能的補償。
- 老年給付（勞工保險條例 第58、59、60、61、65條）

→政府給付的年金式退休金，可領到終身；與自行撥存的勞工退休金（存多少領多少）不同一筆。
- 死亡給付（勞工保險條例 第62、63、64、65條）
  - 本人死亡給付
    - 喪葬津貼
    - 遺屬年金或津貼（擇一請領）

  - 家屬死亡給付（家屬為生父母、養父母，子女或養子女）
    - 喪葬津貼（由喪葬費支出者請領）

### 就業險給付
（就業保險法第10條，本保險之給付）
- 失業給付
- 提早就業獎助津貼
- 職業訓練生活津貼
- 育嬰留職停薪津貼
- 補助全民健康保險費

### 職業災害險給付
- 傷病給付（勞工保險條例 第33、34、35、36、37條）

→無法工作期間沒拿到原本該有薪資之補償。
- 醫療給付（勞工保險條例 第39 ～ 52條；附註：依據本條例第76-1條規定）

→門診或住院診療費用的補助。
- 失能給付（勞工保險條例 第53 ～ 57條）

→經醫療後，仍導致身體遺存失能的補償。
- 死亡給付（勞工保險條例 第62、63、64、65條）
  - 本人死亡給付
    - 喪葬津貼
    - 遺屬年金或津貼（擇一請領）

  - 家屬死亡給付（家屬為生父母、養父母，子女或養子女）
    - 喪葬津貼（由喪葬費支出者請領）

※附註
勞工保險條例第七十六條之一：本條例第二條、第三十一條、第三十二條及第三十九條至第五十二條有關生育給付分娩費及普通事故保險醫療給付部分，於全民健康保險施行後，停止適用。

### 墊償基金制度
主要有代位補償的功能；當雇主發生歇業、清算或宣告破產時，勞工因此而被積欠之工資（本於勞動契約所積欠之工資未滿6個月部分）、勞基法之退休金、資遣費或勞工退休金條例之資遣費，經勞工請求未獲清償者，可以由該基金先行墊付，而雇主應於規定期限內，將墊償款償還給積欠工資墊償基金。
- 墊償基金是由所有適用勞基法的事業單位雇主按月提繳，有點類似雇主的「互助會」。
  - 事業單位若僅是「停工」狀態，尚有復工之可能，與歇業、清算或宣告破產有別，其勞工尚不得申請墊償（歇業事實認定期間，發生勞工收入斷炊之空窗期）。
  - 事業單位必須已提繳積欠工資墊償基金；如未提繳積欠工資墊償基金，則不可以申請墊償。但已補繳所欠繳的基金者，即可申請墊償。
- 以最後一位雇主或事業單位所在的年資為基準，計算墊償費用額度。
  - 有雇主為規避員工的年資所帶來的成本負擔，在未經過勞工本人同意的情形，私下通過變更不同註冊公司或事業單位（同一老闆），營造勞工離職轉職、跳槽假象來縮短勞工年資之案例。
  - 曾發生倒閉公司積欠工資墊償基金、惡意脫產等。
  - 管理機關單位未落實防範可預知的惡意欠債與事後債務追討。勞保局官員也坦言，事業單位會宣告破產就是財務狀況已經不佳，可以處分的財產也很有限，墊償基金從民國76年開辦到108年7月底，墊償基金共墊償了67,336名勞工，墊償金額達新臺幣51億元8538萬餘元，追償回新臺幣8億7715萬餘元，追償率17%。

### 其他
- 失蹤津貼
- 預防職業病健康檢查
- 勞保年金（老年給付）
  - 一次請領勞保老年給付
  - 按月請領勞保年金

## 勞工保險老年(新制-年金)給付規則

### 舊制(一次給付)
舊制的勞保老年給付規定並沒有改變，但需在2008年12月31日之前已有投保勞保的勞工才能適用，如符合下列條件之一，仍得一次請領老年給付（非年金給付）：
1. 投保年資合計滿1年，男性年滿60歲或女性年滿55歲退職者。
2. 投保年資合計滿15年，年滿55歲退職者。
3. 在同一投保單位參加保險之年資合計滿25年退職者。
4. 投保年資合計滿25年，年滿50歲退職者（不必在同一投保單位）。
5. 經中央主管機關核定具有危險、堅強體力等特殊性質之工作合計滿5年，年滿55歲退職者。

一次請領老年給付的計算標準：
1. 保險年資合計每滿1年，按平均月投保薪資發給1個月(1個基數)；超過15年部分，每滿1年發給2個月(2個基數)，但最高以45個月為限。
  1. 退休金額=退職前3年平均工資×給付基數（前15年每年1個基數，後15年每年2個基數，最高總數以45個基數為限）。
  2. 工作期間達法定退休年齡持續工作且投保者，無論是否達已最高基數，皆不再累加計算基數。（達法定退休年齡仍需持續工作者，建議可先辦理請領勞年一次給付或年金，但持續讓事業單位投保「職災保險」之必要性）
2. 2018年起，因政策延長退休年齡，故超過60歲以後之保險年資最多以5年計，每年發給1個基數月，在合併60歲以前之老年給付(原本的45個基數月)，最高以50個基數月為限。
3. 一次請領老年給付須同時符合年齡、年資及退職3個條件，若申請者仍繼續工作尚未退職，縱使年齡及年資符合條件，仍不得請領。

#### 舊制所產生的問題
屬於一次給付，很可能由於個人資產配置不當、社會動盪等因素，使得退休後的老年的生存風險仍高，難以真正保障退休者及其親屬之生活。

### 新制(年金給付)
在2008年12月31日之後，投保勞保的勞工皆適用
年滿60歲有保險年資：
1. 保險年資合計滿15年者，請領老年年金給付。
2. 保險年資合計未滿15年者，仍只能請領老年一次給付。
3. 可合併國保年資計算，滿15年者，可請領年金制的給付方式。

註：60歲請領年齡自施行第10年起提高1歲，其後每2年提高1歲至65歲。即1957年(含)以前出生者,請領年齡為60歲；1962年(含)以後出生者,請領年齡為65歲
| 勞保老年年金請領年齡 | 勞保老年年金請領年齡 | 勞保老年年金請領年齡 | 勞保老年年金請領年齡 | 勞保老年年金請領年齡 | 勞保老年年金請領年齡      |
| -------------------- | -------------------- | -------------------- | -------------------- | -------------------- | ------------------------- |
| 年度                 | 2018年 （民107）     | 2020年 （民109）     | 2022年 （民111）     | 2024年 （民113）     | 2026年 （民115）          |
| 請領年齡             | 61歲                 | 62歲                 | 63歲                 | 64歲                 | 65歲 （現行規定最高年齡） |

按月請領老年年金的計算標準：
下列2種方式擇優發給：
1. A式:平均月投保薪資×年資×0.775﹪+3,000元。
2. B式:平均月投保薪資×年資×1.55%。

- 註:每延後1年，額增4%，最多增給20%。每提前1年，減領4%，最多減領20%。
- 註:減給老年年金給付：最多提前5年，每提前1年，依計算之給付金額減給4%，最多減給20%。
- 註:「平均月投保薪資」按加保期間最高的 60 個月之月投保薪資平均計算。
- 註:保險年資未滿 1 年者，依其實際加保月數按比例計算；未滿30日者，以1個月計算。
- 註:提前或延後請領期間未滿1年者，依其實際月數按比例計算（減給和增給比例不會再變更）。

#### 新制問題
尚未解決以下問題：
- 失蹤問題：為了預防當事人可能已去世而家人得以詐領會規定失蹤者不得領年金，但家屬可能要靠這筆錢維生，若因當事人失蹤就停領，對於家屬的傷害非常大，故堅持失蹤仍能領月退等。[2][3]
- 資格問題：未設置剝奪制度，規定如「因不良行為勒令退伍不能領取退伍軍人福利」，但尚未規定「因犯下嚴重不良行為或嚴重犯罪者，不得領取年金」，而這些人還能領取年金不被社會所認同。[4]
- 無效醫療：有些軍公教子女為渴求年金利益，不讓軍公教得以善終，也是尚未規定這種情形不得領取年金。[5]

## 勞工保險失能(年金)給付規則
勞工保險條例第五十三條規定：被保險人遭遇普通傷害或罹患普通疾病，經治療後，症狀固定，再行治療仍不能期待其治療效果，經保險人自設或特約醫院診斷為永久失能，並符合失能給付標準規定者，得按其平均月投保薪資，依規定之給付標準，請領失能補助費。
給付標準：依被保險人之保險年資計算，每滿一年，發給其平均月投保薪資之百分之一點五五；金額不足新臺幣四千元者，按新臺幣四千元發給。
- 平均月投保薪資×年資×1.55%。
- 勞工保險失能給付標準&說明事項 （页面存档备份，存于）

### 失能補償一次金
勞工保險條例第五十四條第二項規定：前項被保險人經評估為終身無工作能力，並請領失能年金給付者，除依第五十三條規定發給年金外，另按其平均月投保薪資，一次發給二十個月職業傷病失能補償一次金。
- 給付標準：平均月投保薪資×20個月

### 眷屬補助
勞工保險條例第五十四條之二規定：「請領失能年金給付者，同時有符合下列條件之眷屬時，每一人加發依第五十三條規定計算後金額百分之二十五之眷屬補助，最多加計百分之五十：
1. 配偶應年滿五十五歲且婚姻關係存續一年以上。但有下列情形之一者，不在此限：（1.）無謀生能力。（2.）扶養第三款規定之子女。
2. 配偶應年滿四十五歲且婚姻關係存續一年以上，且每月工作收入未超過投保薪資分級表第一級。
3. 子女應符合下列條件之一。但養子女須有收養關係六個月以上：（1.）未成年。（2.）無謀生能力。（3.）二十五歲以下，在學，且每月工作收入未超過投保薪資分級表第一級。

## 勞工保險遺屬(年金)給付規則
勞工保險條例第六十三條第一項規定：被保險人在保險有效期間死亡時，除由支出殯葬費之人請領「喪葬津貼」外，遺有配偶、子女、父母、祖父母、受其扶養之孫子女或受其扶養之兄弟、姊妹者，得請領遺屬年金給付。
- 給付標準：第六十三條之二規定請領遺屬年金者，依被保險人之保險年資合計每滿一年，按其平均月投保薪資之百分之一點五五計算。
- 被保險人加保期間死亡：平均投保薪資 × 保險年資 × 1.55%（不足三千元者，按三千元整發給）。

另同條例第六十三條之一第一項規定：被保險人退保，於領取失能年金給付或老年年金給付期間死亡者，其符合前條第二項規定之遺屬，得請領遺屬年金給付。
- 給付標準：第六十三條之二規定請領遺屬年金者，依失能年金或老年年金給付標準計算後金額之半數發給。
- 領取失能年金或老年年金給付期間死亡：原領年金金額 × 50%（不足三千元者，按三千元整發給）。

勞工保險條例第六十三條之二第三項規定：遺屬年金給付於同一順序之遺屬有二人以上時，每多一人加發依第一項第二款及前項規定計算後金額之百分之二十五，最多加計百分之五十。

### 職業災害死亡補償一次金
勞工保險條例第六十四條規定：「被保險人因職業災害致死亡者，除由支出殯葬費之人依第六十三條之二第一項第一款規定請領喪葬津貼外，有符合第六十三條第二項規定之遺屬者，得請領遺屬年金給付及按被保險人平均月投保薪資，一次發給十個月職業災害死亡補償一次金。」
- 給付標準：平均月投保薪資×10個月

## 外部連結
- （繁體中文） 勞工保險 （页面存档备份，存于）.臺灣大百科全書
- 勞工保險條例 （页面存档备份，存于）.全國法規資料庫.民國 104 年 07 月 01 日